# سکنت (تاج)

تاج سکنت

تاج سِکنِت (به انگلیسی: Pschent) نام تاج دوتایی مصر باستان بوده‌است که نماد یکپارچگی مصر علیا و سفلی به‌شمار می‌رفته. مصریان باستان از آن با نام سخمتی (sekhemti) به معنای «دو نیرومند» یاد می‌کردند. این تاج از ترکیب دو تاج تشکیل می‌شده:
- تاج سرخ رنگ مصر سفلی با نام دشرت که به خدای ست نسبت داده می‌شده.
- تاج سپید رنگ مصر علیا با نام هچت که به خدای هوروس نسبت داده می‌شده.

تاج دوتایی سکنت نمادی سیاسی بوده که پادشاهی بر «دو سرزمین» را نمایش می‌داده؛ مصر علیا و سفلی که در دوران پیش‌دودمانی و میانی یکم به مناطقی جدا از هم با پادشاهانی گاه دشمن با هم تقسیم شده بود. این تاج به شاهان مشروعیت لازم برای ادعای پادشاهی بر شمال و جنوب مصر را می‌داد و گمان بر این می‌رفته که اگر چنین نمی‌بوده، مصر شکوفا و با عظمت نمی‌گشته. نخستین کسی که این تاج را بر سر گذاشته منس بوده که به گمانی همان نارمر است.

## نگارخانه

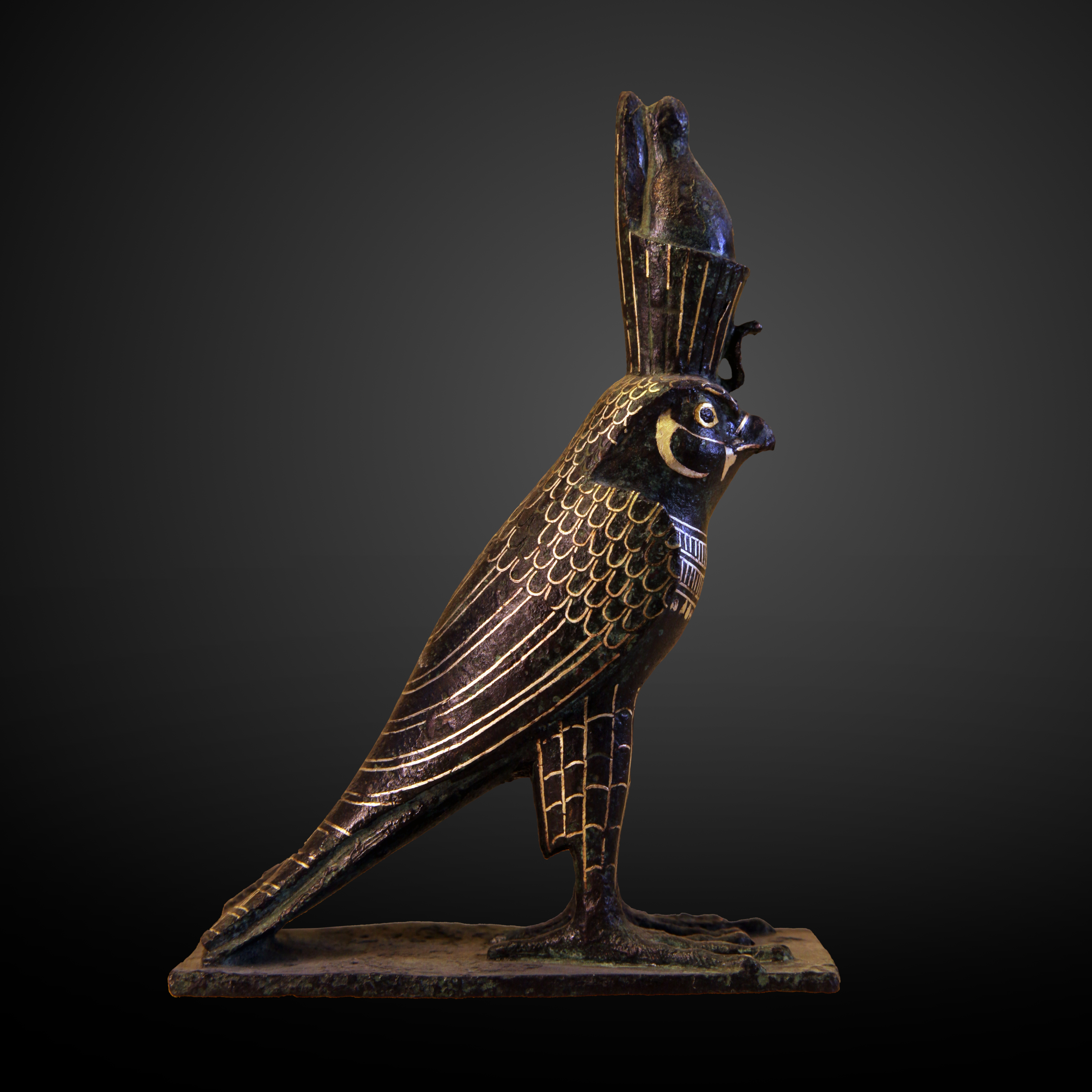
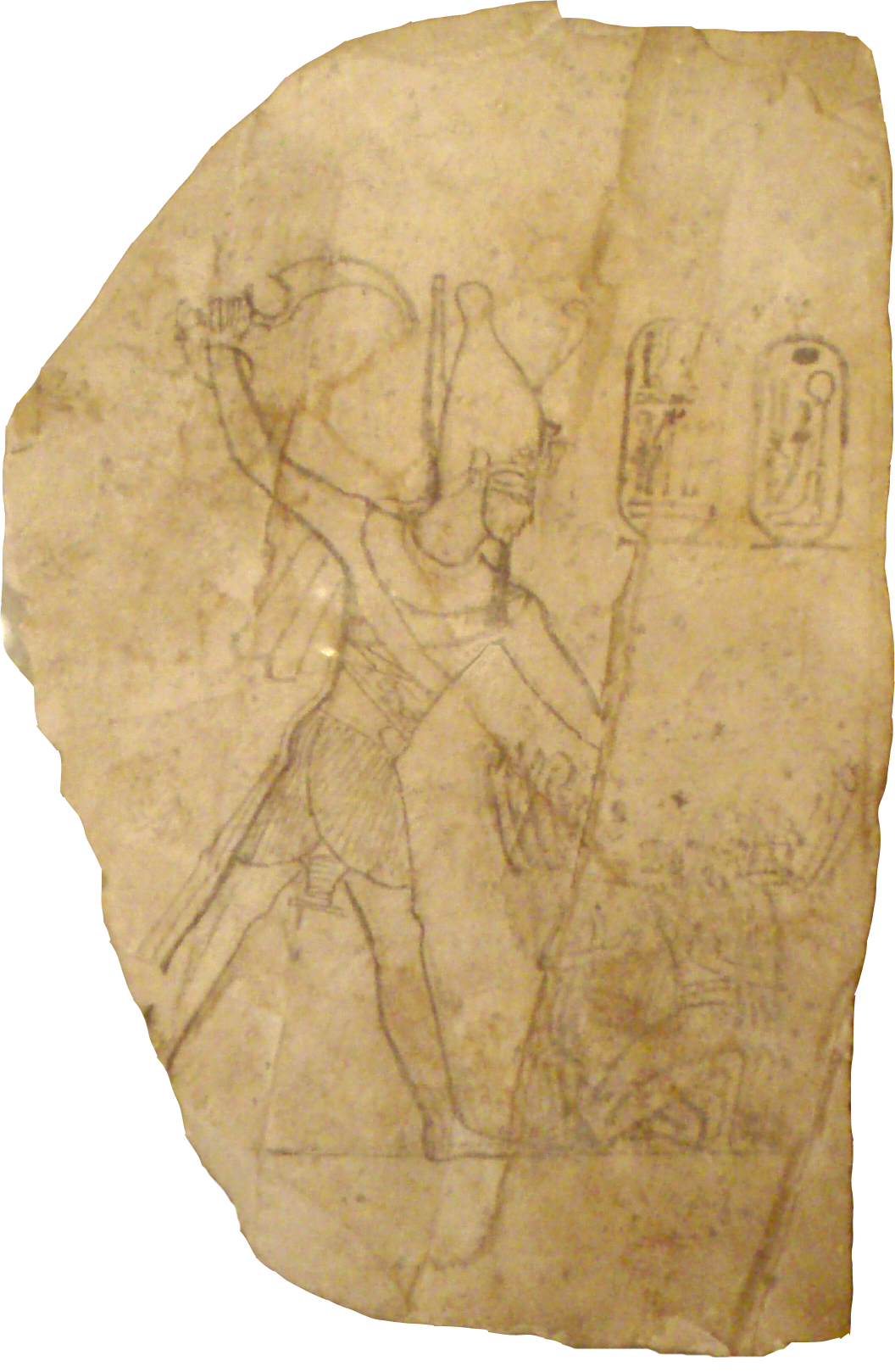
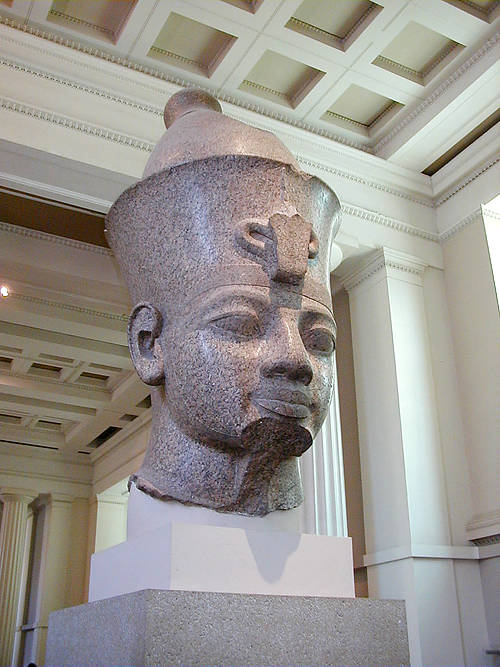